# Ninja Gaiden 2
Ninja Gaiden 2, stilizzato Ninja Gaiden II, è un videogioco d'avventura dinamica del 2008 per Xbox 360. Sequel di Ninja Gaiden, è stato sviluppato dal Team Ninja e pubblicato da Microsoft.

## Modalità di gioco
Come il titolo predecessore, anche il tipo di gioco del nuovo lavoro del Team Ninja risulta essere ancora esclusivamente single player offline. La modalità principale su cui verte tutto il videogioco è una modalità storia, su cui si sviluppa tutta la trama e quasi tutta la longevità del prodotto, relegando le potenzialità del sistema Xbox Live alla sola integrazione di contenuti aggiuntivi scaricabili per il gioco (tra cui un'ulteriore modalità single player che si aggiunge allo story mode già presente). Il sistema di combattimento del gioco risulta migliorato sotto vari aspetti tra cui fluidità e movimenti dei personaggi, ma soprattutto una molto complessa IA degli avversari che il giocatore si troverà ad affrontare, costringendolo a pianificare con molta strategia ogni singolo combattimento per poter procedere nell'avventura.
Un'ulteriore miglioria ai combattimenti è stata introdotta grazie alla possibilità di indebolire gli avversari durante gli scontri, amputando intere parti del loro corpo, in modo da rallentarli e dare la possibilità al giocatore di sfoltire i nemici rimasti per poi finire i malcapitati in un secondo momento. Seguendo i suggerimenti che erano stati mossi al Team Ninja riguardanti i problemi su Ninja Gaiden, i programmatori hanno deciso di aumentare la difficoltà generale del gioco, ma anche di dare la possibilità al personaggio di curarsi automaticamente ad ogni punto di salvataggio durante lo svolgimento della modalità storia, prevenendo così (come accadeva molto spesso durante le partite sul primo Ninja Gaiden) il quasi obbligo per il giocatore di far scorta di un numero molto alto di oggetti curativi per poter sopravvivere. Il parco armi è stato migliorato ed ampliato; oltre alla classica katana, si potrà equipaggiare il personaggio con Bō, artigli ninja, falce, tonfa, nunchaku e kusarigama, oltre ad armi fittizie create ad hoc per il gioco.
Oltre alle tecniche di combattimento in mischia, il personaggio protagonista Ryu Hayabusa, può assorbire le essenze vicine in combattimento. Queste sfere di energia colorate sono rilasciate dai corpi dei nemici uccisi, e vengono assorbite da Ryu quando si avvicina ad esse. Le essenze hanno un ruolo determinante in Ninja Gaiden 2; possono curare la salute di Ryu, aumentare il suo Ki (per lanciare attacchi magici) e sono anche la moneta di scambio per l'acquisto di armi, potenziamenti e oggetti. Inoltre, possono essere utilizzate per lanciare attacchi da mischia molto potenti in grado di annientare più nemici contemporaneamente o avversari particolarmente ostici con un solo attacco.
Se durante i combattimenti viene inferto danno, l'indicatore di salute di Ryu scende secondo due indici: la barra di salute provvisoria (di colore blu), che indica il livello di salute momentaneo ancora a disposizione, e la barra di danno permanente (di colore rosso) che si forma lentamente ogni volta che Ryu viene colpito; dopo che sono stati eliminati tutti i nemici da una certa area (area di combattimento) il livello di salute di Ryu (indicatore blu) si ricarica automaticamente fino al punto di incontro con l'indicatore di danno permanente (rosso). Per annullare tutto il danno permanente accumulato durante i combattimenti è necessario arrivare ai punti di salvataggio, che curano il livello di salute di Ryu al massimo possibile.

## Trama
Un anno dopo gli avvenimenti di Ninja Gaiden, troviamo il mastro fabbro Muramasa che ha un negozio a Tokyo. Riceve la visita di un agente della CIA di nome Sonia, la quale chiede informazioni su dove si potrebbe trovare Ryu Hayabusa; improvvisamente dei membri del clan ninja del Ragno Nero fanno irruzione nel negozio e la rapiscono. Ryu fa la sua comparsa a questo punto, non riesce a impedire ai ninja rivali di rapire l'agente e si vede costretto ad inseguirli per tutta la città finché non riesce a strapparla dalle mani dei rapitori. Sonia a questo punto informa Ryu che il suo villaggio è stato attaccato dal clan del Ragno Nero. Essi vogliono impossessarsi della statua del demone che la famiglia di Ryu custodisce.
Egli ritorna al suo villaggio dove trova suo padre, Joe Hayabusa, in duello con Genshin, il capo del clan ninja Ragno Nero e Elizébet, la regina dei demoni maggiori. Né Ryu né suo padre riescono a impedire ai due di impadronirsi della statua e Ryu è incaricato di riprenderla a qualsiasi costo. Inizia così il suo viaggio insieme a Sonia all'inseguimento della statua, un viaggio ostacolato in ogni momento da legioni di ninja, demoni di ogni sorta e creature mitiche. Pur di fermare l'avanzata dell'erede del clan ninja Hayabusa vengono chiamati all'appello da Elizébet anche gli altri tre demoni maggiori: Alexei, signore dei fulmini; Volf, il signore delle tempeste; e Zedonious, signore delle fiamme.
Ryu riesce a inseguire Elizébet fino in Sud America, la quale offre la statua del demone all'Alto Sacerdote Infernale Dagra Dai, con l'ordine di risvegliare il potente arcidemone, Vazdah. Elizébet combatte con Ryu e viene sconfitta anche se annuncia un suo futuro ritorno. Genshin avverte Ryu che il risveglio dell'arcidemone avverrà sul Fuji e lo sfida a presentarsi sulla vetta per una duello mortale. Ryu raccoglie la chiamata e poco prima di incamminarsi verso la cima riceve da Ayane la pietra del drago che, una volta inserita sull'impugnatura della katana di Ryu, la renderà la Vera Spada del Drago. Una volta raggiunta la sommità della montagna i due ninja si scontrano a morte in un duello che vedrà sconfitto Genshin e Ryu incamminarsi nelle profondità della montagna in cerca di Dagra Dai.
Il ninja Drago, ormai calato in un mondo infernale, combatte orde di demoni, sconfigge Alexei, Volf e Zedonius, e libera l'imprigionata Sonia. Riesce a sconfiggere nuovamente Elizébet nella sua forma demoniaca, e finalmente si trova al cospetto di Dagra Dai intento a completare il rituale di resurrezione dell'arcidemone. I due si confrontano e Ryu esce vittorioso ma non riesce a impedire l'evocazione. Lo scontro per sconfiggere il grande arcidemone sembra facile per Ryu che si incammina insieme a Sonia verso la superficie ma, durante il cammino, una goccia del suo sangue spillata da una ferita cade sull'arcidemone dando modo all'entità di trasformarsi nella sua vera forma ed esplodere verso la cima del monte obbligando Ryu al duello finale per il destino del mondo. Sconfiggendo l'arcidemone  Ryu si riunisce a Sonia e salendo in cima alla montagna, ammirano insieme l'alba.
Nella scena dopo i titoli di coda , in un campo con innumerevoli lame conficcate nel terreno, Ryu pianta la Lama dell'Arcidiavolo di Genshin nel terreno e si inchina in segno di rispetto per il Ninja del Ragno Nero. Il Ninja del Drago lancia un ultimo sguardo prima di allontanarsi nella nebbia.

## Presentazione e demo
Il gioco fu presentato ufficialmente al Tokyo Game Show 2007, dove ne fu mostrato il trailer ufficiale e annunciata l'esclusiva per la console Xbox 360.
Una demo giocabile di Ninja Gaiden 2 fu pubblicata sul circuito Xbox Live il 31 maggio in Giappone e l'8 giugno in Europa e Stati Uniti. La demo non prevedeva alcun costo per essere giocata.

## Personaggi

### Umani
- Ryu Hayabusa: protagonista della storia, erede della stirpe del Drago nel Clan ninja Hayabusa.
- Joe Hayabusa: padre di Ryu Hayabusa, Joe è ritornato al villaggio dopo un lungo periodo di allenamenti per riprendere il suo ruolo di capo del clan. I

l doppiaggio del personaggio è affidato a Keone Young per l'inglese e Norio Wakamoto per il giapponese.
- Genshin: capo del clan ninja del Ragno Nero, Genshin è corroso dalla brama di potere. Pur di diventare il ninja più forte sulla terra accetta un patto con i demoni, i quali corrompono la sua anima in cambio di una superiore forza e poteri soprannaturali. Odia i ninja della stirpe del drago e farebbe di tutto per uccidere Ryu e suo padre.
- Sonia: un'agente della CIA mandata a cercare Ryu per aiutarlo a fermare gli intenti del Clan Ragno Nero di rubare la statua del demone, custodita dal clan Hayabusa, ed impedire la resurrezione dell'arcidemone.

Doppiata da Kari Wahlgren in inglese e Mariko Suzuki in giapponese.
- Muramasa: il leggendario fabbro Muramasa, presente anche nel primo capitolo della serie ritorna per aiutare Ryu con le sue incredibili capacità, fornendo a Ryu armi sempre migliori e aiuti di ogni genere. Si unisce anche al ninja durante le battaglie dimostrando tra l'altro una notevole abilità anche nel combattimento.

Doppiato da Paul Eiding in inglese e Takeshi Aono in giapponese.
- Rachel: cacciatrice di demoni vigooriana.

Continua nella sua ricerca nel ritrovare Ryu. In questo capitolo non riuscirà ad incontrarlo essendo impegnata a difendere la città dai demoni ma incontrerà Ayane che riferirà di dire a Ryu che i demoni si stanno manifestando in grande quantità nel mondo umano.
- Ayane: Una kunoichi del clan ninja Hayabusa, anche Ayane ritorna in Ninja Gaiden 2 per guidare Ryu nella sua missione. La sua presenza tuttavia è meno marcata in questo capitolo della serie e si limita a delle fugaci apparizioni.

Ayane ha la voce di Janice Kawaye in inglese e Wakana Yamazaki in giapponese

### Demoni
- Elizébet: signora del Sangue e regina dei demoni maggiori, Elizébet ha l'incarico di recuperare un'antica reliquia custodita nel villaggio ninja Hayabusa, in modo da rendere possibile il ritorno dell'arcidemone sulla terra. Il suo nome e l'appellativo che le sono stati attribuiti richiamano ad un personaggio storico realmente vissuto: Erzsébet Báthory, conosciuta anche come la "Contessa Sanguinaria".

Il doppiaggio è affidato a Grey DeLisle per l'inglese e Hiromi Tsuru per il giapponese.
- Volf: signore delle tempeste, è uno dei quattro demoni maggiori. Volf è un enorme essere dall'aspetto di lupo con quattro braccia, in continua ricerca di un guerriero che sia alla sua altezza in combattimento. Insieme ai suoi schiavi licantropi prende il controllo della capitale Aqua, per attirarvi tutti i migliori combattenti venuti a liberare la popolazione dal suo dominio.

Ha la voce di Daran Norris in inglese e Daisuke Gouri in giapponese.
- Alexei: signore dei fulmini, è uno dei quattro demoni maggiori. Alexei nutre un profondo odio per l'umanità. Si impadronisce della città di New York perché non ritiene gli umani meritevoli di abitare in una città secondo lui così bella.

Doppiato da Robin Atkin Downes in inglese e Hikaru Midorikawa in giapponese.
- Zedonius: signore delle fiamme e l'ultimo dei demoni maggiori, Zedonius disprezza profondamente l'umanità. Si rivolge agli umani chiamandoli solo "scimmie". Per dimostrare la sua forza lancia un ultimatum a una nazione militare preannunciando la disfatta di tutto il genere umano se questo non si fosse sottomesso al volere dei demoni. Durante uno scontro con Ryu tuttavia egli confessa che migliaia di anni prima fu proprio lui a omaggiare gli umani con il dono del fuoco.

Doppiaggio inglese di Steven Blum e giapponese di Hidekatsu Shibada.
- Dagra Dai: in origine un filosofo molto conosciuto, Dagra Dai, durante uno studio sui demoni, riuscì ad evocare per un attimo un'immagine del grande arcidemone Vazdah. Fu allora che, fissandolo negli occhi, una presenza demoniaca si impossessò di lui rendendolo un demone a sua volta. Adesso è conosciuto come il Grande Sacerdote Infernale ed ha preso il comando dei quattro demoni maggiori aspettando con ansia la statua del demone in modo da poter evocare il grande arcidemone.

Voci: Peter Renaday (inglese) e Shōzō Iizuka (giapponese).
- Vazdah: uno degli antichi e potentissimi arcidemoni. Vazdah e i demoni maggiori suoi servi furono sigillati nelle profondità della terra dagli spiriti Dragoni millenni or sono. Adesso, grazie all'aiuto del suo servo Dagra Dai, è in procinto di risvegliarsi e tornare sulla terra.

## Accoglienza
Ninja Gaiden 2 ha ricevuto nel complesso critiche positive alla sua uscita sul mercato, dimostrando di non deludere le aspettative soprattutto dopo l'incredibile successo del primo titolo. Il gioco è stato ancora criticato per il sistema della visuale in-game, che soffre ancora dei problemi del primo Ninja Gaiden (poca intuitività e impossibilità, in certi momenti di gioco, a rendere una visione chiara della situazione al giocatore) e secondo analisi del frame rate, esso non produrrebbe una qualità di immagine 1080p (dichiarata) costante.
Anche la trama ha ricevuto diverse critiche, secondo le quali sarebbe troppo priva di senso comparata a quella del primo titolo, considerata da molti il motivo del grande successo del videogioco.